# Route nationale 102 (Slovénie)
Pour les articles homonymes, voir G102 et Route nationale 102.
La route nationale 102 (slovène : Glavna cesta 102), abrégée en G102 ou G2-102, est une route nationale slovène allant de la frontière italienne à Logatec. Sa longueur est de 97 km.

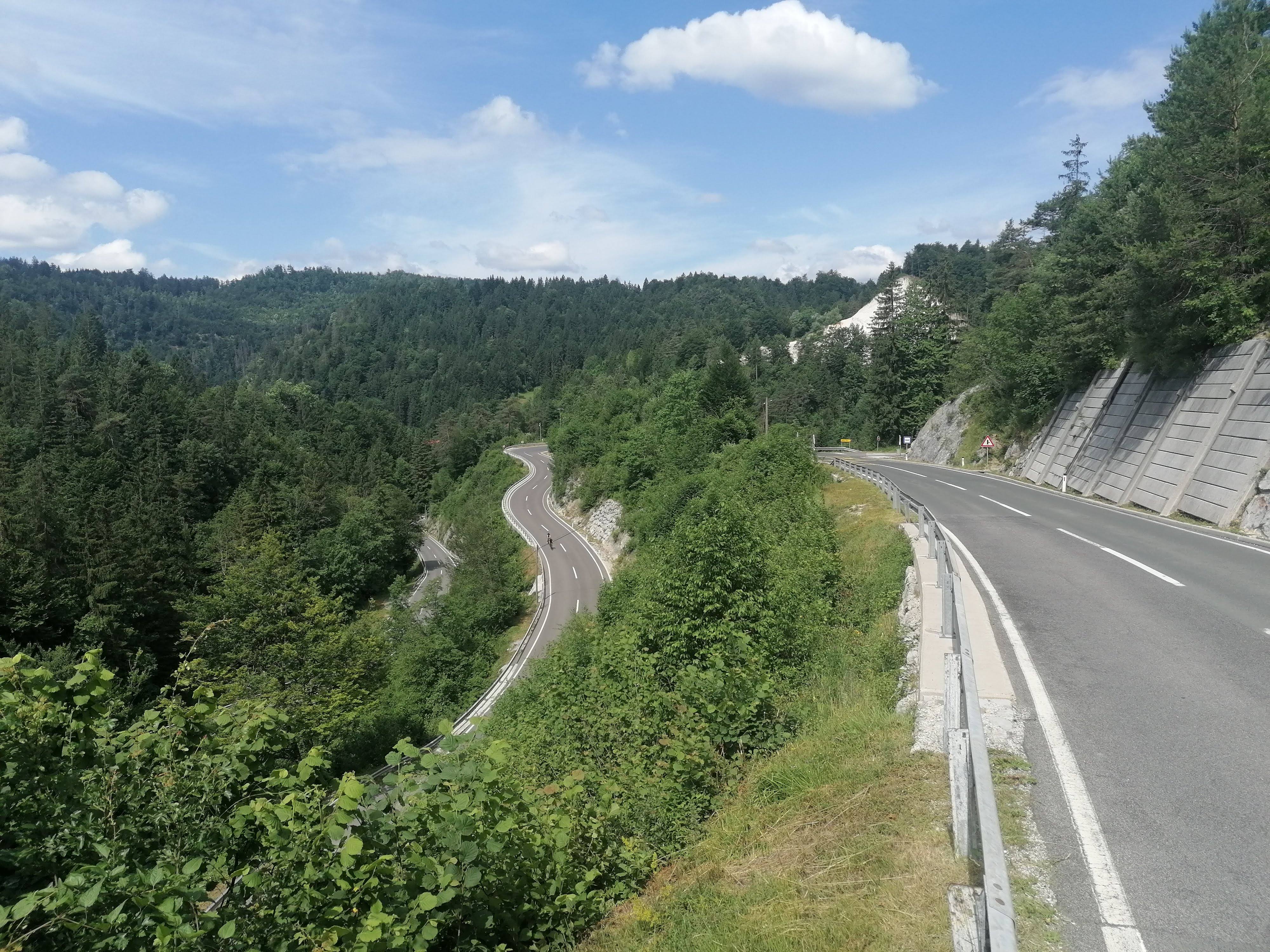
Serpentine sur le tronçon routier Idrija-Godovič

## Histoire
Avant 1998, la route nationale 102 était numérotée M10.10 entre la frontière italienne et Kalce (en) et M10 entre Kalce et Logatec,.

## Tracé
- Italie SS 54
- Robič
- Staro Selo
- Kobarid
- Mlinsko (en)
- Idrsko (en)
- Tolmin
- Prapetno (en)
- Modrej (en)
- Most na Soči (en)
- Bača pri Modreju (en)
- Idrija pri Bači (en)
- Slap ob Idrijci (en)
- Dolenja Trebuša (en)
- Stopnik (en)
- Reka (en)
- Straža
- Travnik (en)
- Spodnja Idrija (en)
- Idrija
- Godovič (en)
- Hotedršica (en)
- Kalce (en)
- Logatec